# Ямансазский сельсовет
Ямансазский сельсовет — муниципальное образование в Зилаирском районе Башкортостана.

## История
Согласно Закону о границах, статусе и административных центрах муниципальных образований в Республике Башкортостан имеет статус сельского поселения.

## Население
| 2002 | 2009  | 2010 | 2012 | 2013 | 2014 | 2015 |
| ---- | ----- | ---- | ---- | ---- | ---- | ---- |
| 1133 | ↗1142 | ↘983 | ↘937 | ↘914 | ↘894 | ↘861 |
| 2016 | 2017  | 2018 |      |      |      |      |
| ↗870 | ↘847  | ↘820 |      |      |      |      |

## Состав сельского поселения
| № | Населённый пункт | Тип населённого пункта       | Население |
| - | ---------------- | ---------------------------- | --------- |
| 1 | Ямансаз          | село, административный центр | ↘733      |
| 2 | Султантимирово   | деревня                      | ↘250      |